# Axel Reymond
Pour les articles homonymes, voir Reymond.
Axel Reymond (né le 13 février 1994 à Paris en France) est un nageur français spécialiste des épreuves de nage en eau libre (5 km, 10 km et 25 km). Il est membre de l'Équipe de France A de natation depuis 2012. Il est le 1er français champion du monde masculin sur 25 km, titre obtenu aux Championnats de Monde 2017 en eau libre. Axel conserve son titre de champion du monde sur 25 km aux Championnats de monde 2019 de natation en eau libre.

## Biographie
Axel Reymond, ayant résidé à Nandy (Seine-et-Marne), a commencé la natation à l'âge de 6 ans au sein de l'« Association Sportive Le Plessis Savigny » (ASPS) à la piscine de Savigny-le-Temple où il sera entraîné par Magali Mérino qui est toujours sa coach actuelle. Il découvre l'eau libre, en 2008, avec un premier titre (en minime) de vice-champion de France sur 10 km, il réside depuis près de Fontainebleau (Seine-et-Marne).
En 2009, Axel Reymond devient numéro 1 français des moins de 16 ans, en remportant 6 étapes de la Coupe de France en eau libre. L'année d'après, il sera à la fois numéro 1 français des cadets et toutes catégories, avec 9 victoires en Coupe de France, ainsi que médaille de bronze aux Championnats de France en eau libre.
C'est aussi en 2010, qu'il ira participer à une épreuve internationale hors de France pour la première fois à Oeiras au Portugal, finissant 8e toutes catégories de cette étape de la Coupe de la Confédération méditerranéenne de natation (COMEN).
En 2011, lors d'une étape de la COMEN à Limassol (Chypre), il décroche sa première médaille internationale, elle sera en bronze.
S'ensuivra en 2012, son intégration à l'équipe de France de natation A, sa première participation à des Championnats du monde à Welland (au Canada, où il finira 7e du 7,5 km) et sa première participation des Championnats d'Europe à Pimonbino (en Italie) où il obtiendra sa première médaille européenne en bronze. Cette même année, il sera Champion de France du 25 km, titre qu'il a alors conservé en 2013, 2014, et 2015.
Puis en 2013, à Ohrid (en Macédoine), il gagnera sa première étape de la Coupe du monde de marathon en eau libre, sur 30 km. Et à Canet-en-Roussillon, il remportera le Championnat de France du 10 km en eau libre, en plus du 25 km.
En mai 2014, il rejoint son entraîneur Magali Mérino au Cercle des nageurs de Fontainebleau-Avon, puis ensemble rejoignent le CSM Clamart Natation début 2016.

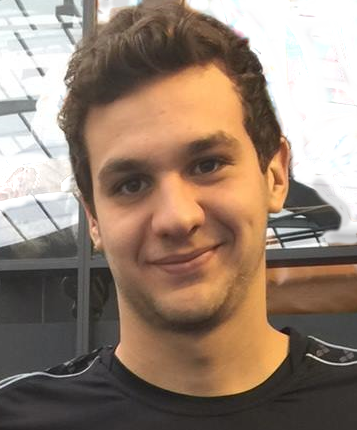

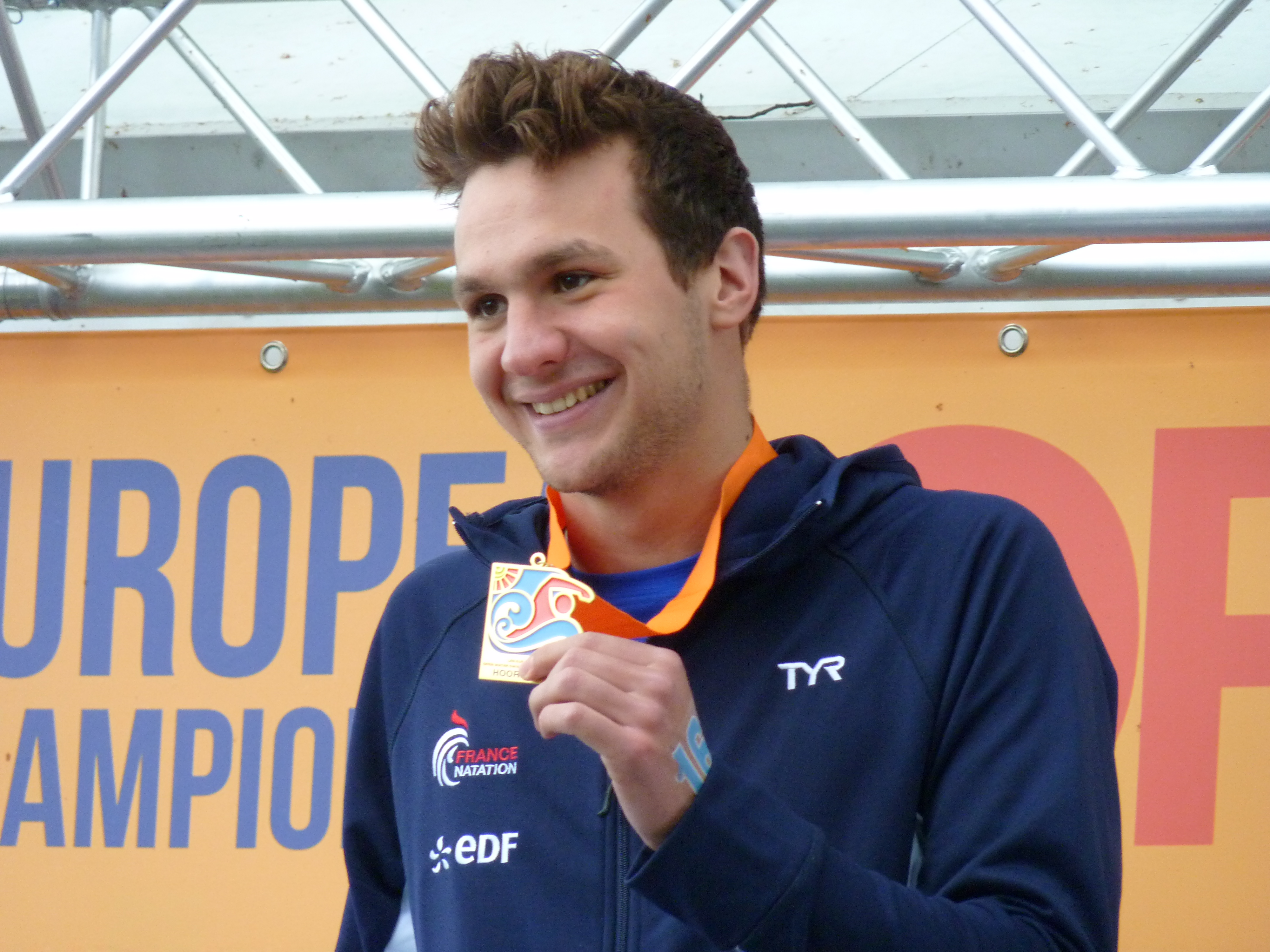
Axel Reymond Champion d'Europe 2016 du 25 km - Remise des médailles à Hoorn aux Pays-Bas.

Axel Reymond embarque avec l'équipe de France de natation, pour le Championnat d'Europe à Berlin (Allemagne) en 2014. Le 17 août 2014, il remporte la médaille d'or du 25 km aux Championnats d'Europe, avec un temps de 4 h 59 min 18 s 8, devançant le Russe Evgeny Drattsev (4 h 59 min 31 s 2) et l'Italien Edoardo Stochino (5 h 08 min 51 s 0). La même année, il sera champion de France du 25 km à Sète, du 5 km Indoor à Sarcelles et décrochera une médaille d'argent en Coupe d'Europe en eau libre à Eilat (Israël).
Il débutera 2015 avec 2 médailles en Coupe du monde de marathon, en or à Abu Dhabi (Émirats arabes unis), et en bronze à Nouméa. Il effectuera aussi un triplé aux Championnats de France à Gravelines, en devenant champion de France du 5 km, du 10 km et du 25 km.
Axel Reymond signe, le 7 juillet 2015, un contrat de 2 ans avec l'armée de terre , pour faire partie de l'Armée de champions de natation militaire. Il participera aux Jeux mondiaux militaires d'été de 2015 à Mungyeong en Corée du Sud.
Il sera fortement déçu de sa 4e place du 25 km aux Championnats du monde de Kazan (Russie) et surtout de sa 12e place sur le 10 km, qui, cette dernière, lui vaudra une non-sélection de la Fédération française de natation, pour aller représenter la France aux Jeux olympiques de Rio (Brésil) en 2016.
Pourtant son année, aura été riche de médailles, il finit la saison 2015, 1er du classement national de la Coupe de France en eau libre (avec 8 victoires d'étape sur 11 participations), et 1er du classement national des nageurs en eau libre français. Il obtient même un nombre de points en Coupe de France, jamais obtenu depuis au moins 2005, et au classement national des nageurs en eau libre, un nombre de points jamais obtenu depuis au moins 2012.
Le 15 novembre 2015, il bat le record national (français) de l'heure au meeting national en petit-bassin à Compiègne avec 5 859 m et remporte une médaille de bronze sur 1 500 m aux Championnats de France en petit-bassin à Angers.
Début 2016, il rejoint le CSM Clamart Natation, tout en restant sur Fontainebleau pour ses entraînements à la CitéSport du Centre national des sports de la défense (CNSD).
Il débute la 1er étape de la Coupe du monde de marathon (10 km) 2016 à Viedma en Argentine, en finissant 5e, lui permettant sa préqualification aux Championnats d'Europe 2016. Il finit aussi 5e de la 2e étape de la Coupe du monde de marathon 2016 à Abu Dhabi aux Émirats arabes unis.
Par la suite, en avril 2016, il devient champion de France 2016 de natation militaire sur 400 m nage libre, et sur 200 m 4 nages à Saint-Dizier, en battant les records de France de ces 2 épreuves.
Le 29 mai 2016, au Lac de Cepoy à Montargis, il remporte son 5e titre de suite de Championnats de France du 25 km, après avoir fini 2e du 5 km et 3e du 10 km, de ces Championnats de France 2016.
À Hoorn (aux Pays-Bas), le jour de la fête nationale, 14 juillet 2016, il décroche à nouveau l'or sur le 25 km durant les Championnats d'Europe 2016.
Le 28 janvier 2017, Axel Reymond finit 3e du Championnats de France en eau libre Indoor 2017 sur 5 km.
Lors des Championnats de France 2017, il finit 3e Français du 10 km, 1er Français en relais 4 × 1 250 m mixtes, et Champion de France 2017 du 25 km pour la 6e année consécutive.
À Budapest (en Hongrie), le 21 juillet 2017, Axel remporte le 25 km des Championnats de monde 2017, et devient ainsi, premier Champion du monde masculin français sur cette distance.
En août 2017, il rejoint le club de l'A.A.S. Sarcelles Natation 95.
Du 31 mai au 3 juin 2018, durant les Championnats de France, il devient champion de France du 25 km en eau libre pour la septième fois, et vice-champion de France du 5 km et du relais mixte 4 × 1 250 m (avec son équipe de l'A.A.S. Sarcelles Natation 95) à Gravelines.
Le 16 juin 2018, il participe à la 4e étape de la Coupe du monde 2018 de marathon en eau libre, et décroche une médaille de bronze en 1 h 55 min 59 s 1, Hongrie.
Présent aux Championnats d'Europe de natation 2018 à Glasgow, où il décroche la médaille d'argent sur 5 km, et devient donc vice-champion d'Europe sur cette distance, et termine 4e du 25 km.
À Gwangju, le 19 juillet 2019 Axel conserve son titre de champion du monde sur 25 km aux Championnats du monde 2019 de natation en eau libre.
À Ohrid, le 24 août 2019 Axel remporte la 7e étape 2019 de la Coupe du monde d'UltraMarathon sur 25 km en eau libre, et le 28 août 2019 la médaille d'argent de la coupe du monde de marathon sur 10 km en eau libre.
Entre le 23 octobre 2019 et le 27 octobre 2019, à Wuhan en Chine, Axel remporte les médailles d'or du 10 km, du 5 km et du relais mixte 5 km (avec Océane Cassignol, Caroline Jouisse et Logan Fontaine) en eau libre  aux Jeux mondiaux militaires.
Le 28 février 2020, à Samoëns, Axel devient champion de France du 1 000 m en eau glacée en battant le record de France, avec 11 minutes 56 secondes 60 (à 1 seconde 20 du record du monde).
Du 25 au 28 septembre 2020, durant les Championnats de France, il devient champion de France du 25 km en eau libre pour la huitième fois, et 3e du 5 km et vice-champion de France du relais mixte 4 × 1 250 m (avec son équipe de l'A.A.S. Sarcelles Natation 95) à Jablines.
À Budapest (en Hongrie), le 16 mai 2021, là où il est devenu champion du monde, Axel remporte le 25 km des Championnats d'Europe 2020-21 pour la 3e fois sur cette distance.
À Gravelines, du 10 au 13 juin 2021, Axel re-devient champion de France du 25 km en eau libre pour la neuvième fois et vice-champion de France du 10 km.

## Palmarès

### Championnats du monde

#### En eau libre
| Édition        | Épreuve            | Épreuve                | Épreuve               | Épreuve                              | Épreuve |
| Édition        | 5 km               | 10 km                  | 7,5 km                | 25 km                                |         |
| Welland 2012   | -                  | -                      | 7e 1 h 26 min 10 s 50 | -                                    |         |
| Barcelone 2013 | -                  | 40e 1 h 50 min 33 s 00 | -                     | 20e 4 h 53 min 47 s 20               |         |
| Kazan 2015     | 22e 55 min 31 s 80 | 12e 1 h 50 min 28 s 40 | -                     | 4e 4 h 55 min 55 s 80                |         |
| Budapest 2017  | -                  | -                      | -                     | Médaille d'or 5 h 02 min 46 s 40     |         |
| Gwangju 2019   | -                  | -                      | -                     | Médaille d'or 4 h 51 min 06 s 20     |         |
| Budapest 2022  | -                  | -                      | -                     | Médaille d'argent 5 h 02 min 22 s 70 |         |

### Championnats d'Europe

#### En eau libre
| Édition       | Épreuve                          | Épreuve                | Épreuve                             | Épreuve |
| Édition       | 5 km                             | 10 km                  | 25 km                               |         |
| Piombino 2012 | -                                | 15e 1 h 59 min 57 s 80 | Médaille de bronze 5 h 4 min 6 s 30 |         |
| Berlin 2014   | -                                | 9e 1 h 50 min 7 s 60   | Médaille d'or 4 h 59 min 18 s 80    |         |
| Hoorn 2016    | -                                | -                      | Médaille d'or 5 h 2 min 22 s 00     |         |
| Glasgow 2018  | Médaille d'argent 52 min 41 s 70 | -                      | 4e 4 h 58 min 3 s 4                 |         |
| Budapest 2020 | -                                | 7e 1 h 51 min 49 s 6   | Médaille d'or 4 h 35 min 59 s 8     |         |
| Rome 2022     |                                  |                        |                                     |         |

### Championnats de France

#### En eau libre
| Édition                             | Épreuve                                | Épreuve                             | Épreuve                                 | Épreuve                                 | Épreuve |
| Édition                             | 5 km CLM                               | 5 km                                | 10 km                                   | 25 km                                   |         |
| Chalain 2008                        | 25e 1 h 5 min 34 s 50                  | -                                   | 26e 2 h 14 min 02 s 79                  | -                                       |         |
| Roquebrune - Toulouse - Annecy 2009 | 24e 1 h 2 min 12 s 00                  | 5e 58 min 32 s 00                   | 16e 2 h 9 min 51 s 60                   | -                                       |         |
| Mimizan 2010                        | 8e 56 min 34 s 97                      | 5e 59 min 59 s 60                   | 5e 2 h 6 min 02 s 67                    | Médaille de bronze · 5 h 44 min 21 s 58 |         |
| Pierrelatte 2011                    | 16e 56 min 26 s 58                     | 7e 59 min 05 s 30                   | 14e 1 h 59 min 17 s 40                  | -                                       |         |
| Pierrelatte 2012                    | 5e 55 min 39 s 74                      | -                                   | Médaille d'argent · 1 h 55 min 00 s 62  | Médaille d'or · 5 h 6 min 28 s 58       |         |
| Canet-en-Roussillon 2013            | -                                      | -                                   | Médaille d'or · 1 h 42 min 14 s 00      | Médaille d'or · 5 h 28 min 29 s 56      |         |
| Sète 2014                           | Médaille de bronze · 1 h 2 min 41 s 30 | 5e 55 min 43 s 90                   | 4e 1 h 43 min 50 s 40                   | Médaille d'or · 4 h 58 min 47 s 30      |         |
| Gravelines 2015                     | -                                      | Médaille d'or · 54 min 43 s 80      | Médaille d'or · 1 h 50 min 29 s 50      | Médaille d'or · 4 h 57 min 28 s 50      |         |
| Montargis 2016                      | -                                      | Médaille d'argent · 53 min 51 s 70  | Médaille de bronze · 1 h 52 min 15 s 30 | Médaille d'or · 4 h 56 min 07 s         |         |
| Gravelines 2017                     | -                                      | -                                   | Médaille de bronze · 1 h 52 min 08 s 06 | Médaille d'or · 5 h 2 min 26 s 90       |         |
| Gravelines 2018                     | -                                      | Médaille d'argent · 52 min 43 s 53  | 4e 1 h 44 min 28 s 99                   | Médaille d'or · 5 h 4 min 20 s 00       |         |
| Brive-la-Gaillarde 2019             | -                                      | 4e 53 min 44 s 88                   | -                                       | -                                       |         |
| Jablines 2020                       | -                                      | Médaille de bronze · 52 min 51 s 68 | 5e 1 h 54 min 08 s 90                   | Médaille d'or · 4 h 58 min 46 s 69      |         |
| Gravelines 2021                     | -                                      | Médaille de bronze · 54 min 27 s 81 | Médaille d'argent · 1 h 52 min 25 s 93  | Médaille d'or · 5 h 9 min 52 s 18       |         |
| Canet-en-Roussillon 2022            |                                        |                                     |                                         |                                         |         |

#### En eau libre - Indoor
| Édition        | Épreuve                             | Épreuve | Épreuve | Épreuve | Épreuve | Épreuve |
| Édition        | 5 km                                |         |         |         |         |         |
| Dunkerque 2009 | 17e 57 min 53 s 95                  |         |         |         |         |         |
| Troyes 2010    | 12e 56 min 04 s 96                  |         |         |         |         |         |
| Agen 2011      | 11e 55 min 36 s 30                  |         |         |         |         |         |
| Dunkerque 2012 | Médaille d'argent · 54 min 14 s 90  |         |         |         |         |         |
| Sarcelles 2014 | Médaille d'or · 53 min 58 s 60      |         |         |         |         |         |
| Sarcelles 2015 | 5e 55 min 13 s 39                   |         |         |         |         |         |
| Sarcelles 2017 | Médaille de bronze · 54 min 24 s 10 |         |         |         |         |         |
| Sarcelles 2018 | 6e 54 min 25 s 26                   |         |         |         |         |         |
| Sarcelles 2019 | Médaille de bronze · 54 min 30 s 48 |         |         |         |         |         |
| Sarcelles 2020 | 11e 55 min 01 s 14                  |         |         |         |         |         |

#### En eau glacée
| Édition      | Épreuve                        | Épreuve | Épreuve | Épreuve | Épreuve | Épreuve |
| Édition      | 1 000 m                        |         |         |         |         |         |
| Samoëns 2020 | Médaille d'or · 11 min 56 s 60 |         |         |         |         |         |

#### Grand bassin
| Édition       | Épreuve                            | Épreuve                             |
| Édition       | 800 m nage libre                   | 1 500 m nage libre                  |
| Chartres 2014 | Médaille de bronze · 7 min 58 s 45 | Médaille de bronze · 15 min 18 s 13 |

#### Petit bassin
| Édition     | Épreuve                             |
| Édition     | 1 500 m nage libre                  |
| Angers 2012 | Médaille de bronze · 15 min 0 s 40  |
| Dijon 2013  | Médaille d'argent · 14 min 48 s 09  |
| Angers 2015 | Médaille de bronze · 14 min 55 s 24 |

### Coupe du monde

#### En eau libre
| Édition           | Épreuve                               | Épreuve                          | Épreuve | Épreuve | Épreuve | Épreuve |
| Édition           | 10 km                                 | 25 km                            |         |         |         |         |
| Annecy 2009       | 36e 2 h 09 min 51 s 60                | -                                |         |         |         |         |
| Ohrid 2013        | -                                     | Médaille d'or 5 h 09 min 54 s 95 |         |         |         |         |
| Videma 2014       | 13e 1 h 51 min 44 s 56                | -                                |         |         |         |         |
| Abu Dhabi 2015    | Médaille d'or 1 h 57 min 52 s 10      | -                                |         |         |         |         |
| Nouméa 2015       | Médaille de bronze 1 h 57 min 24 s 40 | -                                |         |         |         |         |
| Videma 2016       | 5e 1 h 55 min 50 s 15                 | -                                |         |         |         |         |
| Abu Dhabi 2016    | 5e 1 h 47 min 48 s 20                 | -                                |         |         |         |         |
| Abu Dhabi 2017    | 22e 1 h 46 min 11 s 10                | -                                |         |         |         |         |
| Doha 2018         | 4e 1 h 52 min 43 s 00                 | -                                |         |         |         |         |
| Balatonfured 2018 | Médaille de bronze 1 h 55 min 59 s 10 | -                                |         |         |         |         |
| Abu Dhabi 2018    | 9e 1 h 53 min 27 s 8                  | -                                |         |         |         |         |
| Ohrid 2019        | Médaille d'argent 2 h 00 min 21 s 90  | Médaille d'or 5 h 20 min 55 s 30 |         |         |         |         |
| Doha 2020         | 18e 1 h 50 min 07s 09                 | -                                |         |         |         |         |
| Doha 2021         | 5e 1 h 52 min 14 s 05                 | -                                |         |         |         |         |

### Coupe d'Europe

#### En eau libre
| Édition         | Épreuve | Épreuve                               | Épreuve | Épreuve | Épreuve | Épreuve |
| Édition         | 5 km    | 10 km                                 | 25 km   |         |         |         |
| Eilat 2014      | -       | Médaille d'argent 1 h 49 min 00 s 15  | -       |         |         |         |
| Gravelines 2018 | -       | 4e 1 h 44 min 28 s 99                 | -       |         |         |         |
| Barcelone 2018  | -       | Médaille de bronze 1 h 51 min 06 s 10 | -       |         |         |         |
| Eilat 2019      | -       | 9e 1 h 53 min 24 s 80                 | -       |         |         |         |

### Coupe de la Confédération méditerranéenne de natation

#### En eau libre
| Édition       | Épreuve                             | Épreuve | Épreuve | Épreuve | Épreuve | Épreuve |
| Édition       | 5 km                                | 10 km   | 25 km   |         |         |         |
| Oeiras 2010   | 8e 57 min 43 s 34                   | -       | -       |         |         |         |
| Limassol 2011 | Médaille de bronze · 54 min 42 s 32 | -       | -       |         |         |         |

### Coupe de France et classement national

#### En eau libre
| Édition | Classement national de la Coupe de France en eau libre | Classement national de la Coupe de France en eau libre | Classement national de la Coupe de France en eau libre | Classement national de la Coupe de France en eau libre | Classement national de la Coupe de France en eau libre | Classement national des nageurs en eau libre français  |
| Édition | Jeunes 15 ans et moins                                 | Cadets 16-17 ans                                       | Toutes catégories                                      | Participation à                                        | Nombre de victoires                                    | Classement national des nageurs en eau libre français  |
| 2008    | 15e 318 pts                                            | -                                                      | 73e 318 pts                                            | 1 étape                                                | 0                                                      | -                                                      |
| 2009    | · 3 600 pts                                            | -                                                      | 4e 3 600 pts                                           | 14 étapes                                              | 6 × · 1 ×                                              | -                                                      |
| 2010    | -                                                      | · 5 130 pts                                            | · 5 130 pts                                            | 15 étapes                                              | 9 × · 2 × · 1 ×                                        | -                                                      |
| 2011    | -                                                      | · 4 140 pts                                            | · 4 140 pts                                            | 17 étapes                                              | 3 × · 6 × · 4 ×                                        | -                                                      |
| 2012    | -                                                      | -                                                      | · 4 140 pts                                            | 9 étapes                                               | 3 × · 2 × · 2 ×                                        | · 30 540 pts                                           |
| 2013    | -                                                      | -                                                      | 6e 2 590 pts                                           | 4 étapes                                               | 2 × · 2 ×                                              | 4e 13 840 pts                                          |
| 2014    | -                                                      | -                                                      | · 4 160 pts                                            | 7 étapes                                               | 6 × · 1 ×                                              | · 44 660 pts                                           |
| 2015    | -                                                      | -                                                      | · 7 120 pts ·                                          | 9 étapes                                               | 7 × · 1 × · 1 ×                                        | · 51 020 pts · (record de points au moins depuis 2012) |
| 2016    | -                                                      | -                                                      | · 7 270 pts · (record de points au moins depuis 2005)  | 10 étapes                                              | 9 × · 1 ×                                              | · 33 670 pts                                           |
| 2017    | -                                                      | -                                                      | 4e 5 390 pts                                           | 9 étapes                                               | 8 × · 1 ×                                              | · 39 140 pts                                           |
| 2018    | -                                                      | -                                                      | 6e 5 490 pts                                           | 6 étapes                                               | 4 × · 1 ×                                              | · 40 140 pts                                           |
| 2019    | -                                                      | -                                                      | 18e 42 500 pts                                         | 7 étapes                                               | 4 × · 2 ×                                              | · 23 450 pts ·                                         |
| 2020    | -                                                      | -                                                      | · 41 200 pts ·                                         | 5 étapes                                               | 2 × · 1 × · 1 ×                                        | · 17 550 pts                                           |

## Records

### Records de France battus
Ce tableau détaille les records de France battus par Axel Reymond durant sa carrière.
| Épreuve                                                           | Temps          | Compétition                                    | Lieu                 | Date                                        |
| Record de France de natation en eau glacée sur 1 000 m nage libre | 11 min 56 s 60 | Championnats France en eau glacée 2020         | Samoëns, France      | 28 février 2020                             |
| Record de France de natation militaire sur 400 m nage libre       | 3 min 55 s 53  | Championnats France de natation militaire 2016 | Saint-Dizier, France | 6 avril 2016                                |
| Record de France de natation militaire sur 200 m 4 nages          | 2 min 07 s 00  | Championnats France de natation militaire 2016 | Saint-Dizier, France | 6 avril 2016                                |
| Record de France de natation messieurs de l'heure                 | 1 h 5 859,25 m | Meeting national d'Automne 2015                | Compiègne, France    | 15 novembre 2015                            |
| Records de France du 5 km indoor - Catégorie 18 ans               | 54 min 14 s 90 | Championnat de France en eau libre Indoor 2012 | Dunkerque, France    | 1er mai 2012 battu en 2016 par Anis Cheniti |

## Distinctions
- Lauréat du trophée de l’espoir 2011[10] de Savigny-le-Temple
- Lauréat du trophée de l’espoir 2012[11] de Savigny-le-Temple
- Citoyen d'honneur 2016[12] de la ville de Fontainebleau